# Giải Nhân quyền của Hiệp hội Thẩm phán Đức
Giải Nhân quyền của Hiệp hội Thẩm phán Đức được lập ra vào năm 1991. Giải thưởng này được dành phát cho cho một thẩm phán, công tố viên hay luật sư, mà đã đóng góp một cách đặc biệt trong việc thực hiện các quyền con người.

## Các người được vinh danh
| Năm  | Người được giải                            | Nghề         | Quốc gia   |
| ---- | ------------------------------------------ | ------------ | ---------- |
| 1991 | Augusto Zuniñga Paz                        | Luật sư      | Peru       |
| 1993 | Olisa Agbakoba                             | Luật sư      | Nigeria    |
| 1995 | Hüsnü Öndül                                | Luật sư      | Thổ Nhĩ Kỳ |
| 1997 | Abraham Antonio Polo Uscanga (sau khi mất) | Thẩm phán    | Mexico     |
| 1999 | Wera Stramkouskaja                         | Luật sư      | Belarus    |
| 2001 | Celvin Galindo                             | Công tố viên | Guatemala  |
| 2003 | Mariama Cissé                              | Thẩm phán    | Niger      |
| 2005 | Zheng Enchong                              | Luật sư      | Trung Quốc |
| 2007 | Nasser Zarafshan                           | Luật sư      | Iran       |
| 2009 | Anwar al-Bunni                             | Luật sư      | Syria      |
| 2012 | Iván Velásquez Gómez                       | Thẩm phán    | Columbia   |
| 2017 | Nguyễn Văn Đài                             | Luật sư      | Việt Nam   |